# Преображенск (Могилёвская область)
Преображе́нск (бел. Праабражэнск) — деревня в составе Черневского сельсовета Дрибинского района Могилёвской области Республики Беларусь.

## Население
- 1999 год — 140 человек
- 2010 год — 78 человек